# Gymnasion

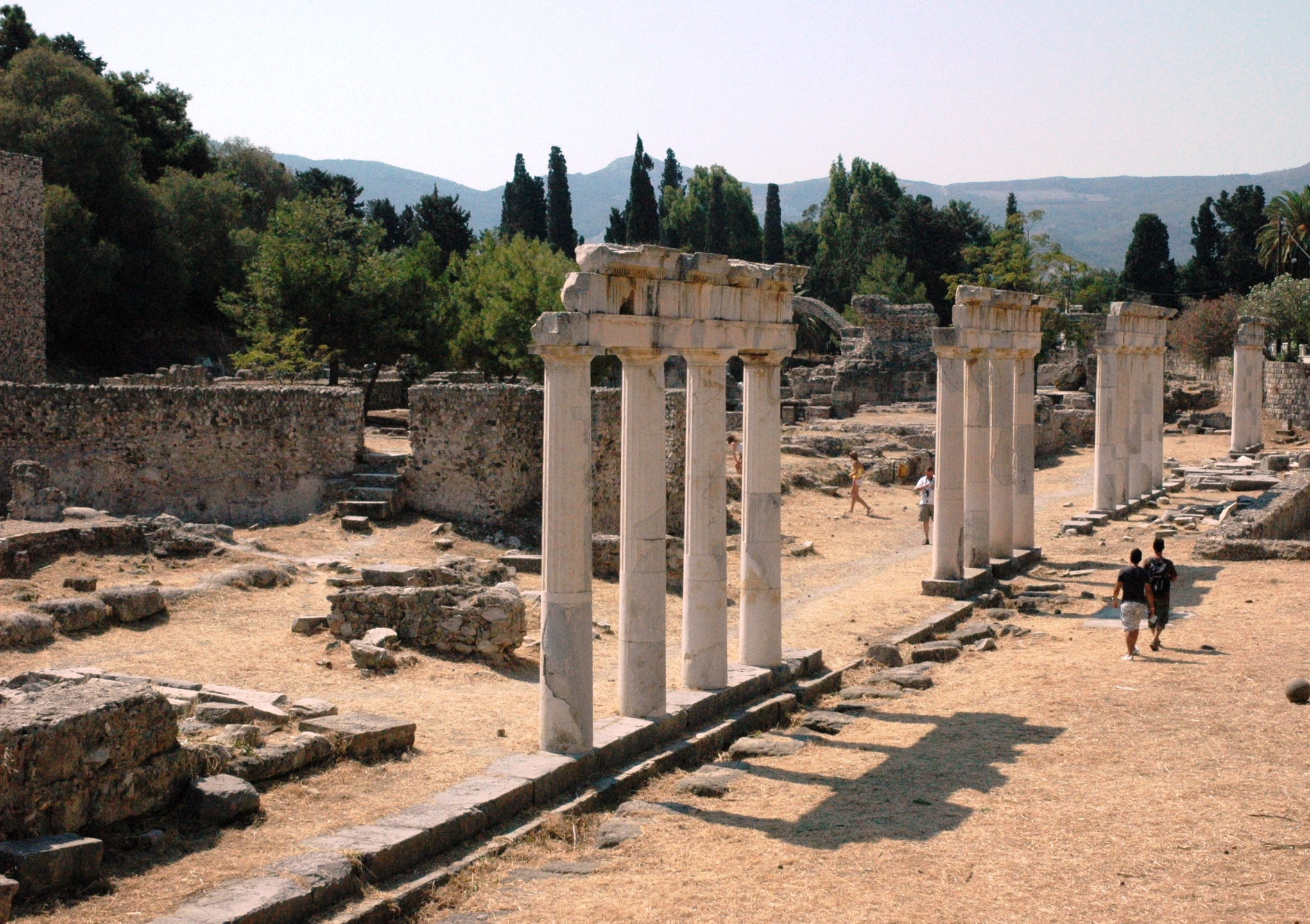
Gymnasion auf Kos

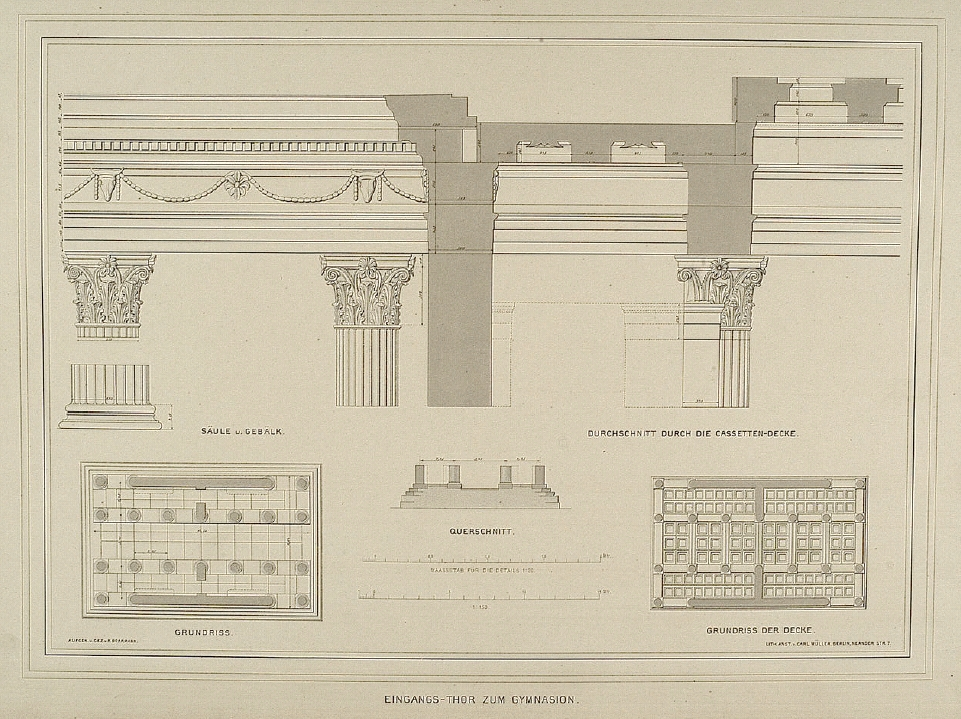
Eingangstor zum Gymnasion in Olympia

Ein Gymnasion war im antiken Griechenland ein Ort der körperlichen, charakterlichen und intellektuellen Erziehung für die männliche Jugend. In der frühen Entwicklung dieser Institution trainierten dort dicht geschlossene Verbände Schwerbewaffneter, deren Kampfweise ein intensives und regelmäßiges Training erforderte. Jedoch entstand aus dem Gymnasion schnell eine soziale Einrichtung, deren Fokus aber immer noch auf die sportliche Ertüchtigung gerichtet war. Den Unterrichtsräumen angegliedert war in der Regel ein von Säulenhallen gesäumter Hof (Palästra). In römischer Zeit wurden in vielen Fällen Badeanlagen hinzugefügt.

## Etymologie
Der Begriff Gymnasion (altgriechisch γυμνάσιον gymnásion, deutsch ‚öffentlicher Platz für Leibesübungen; Übungsplatz‘; erst später der Versammlungsort der Philosophen, woraus der Begriff Gymnasium entstand; Plural Gymnasia bzw. deutsch heute meist Gymnasien) geht auf altgriechisch γυμνός gymnós, deutsch ‚nackt‘ zurück, weil sich die Athleten in den Apodyteria genannten Umkleideräumen auszogen und nackt trainierten, wobei die Körper mit Olivenöl eingerieben und anschließend mit der στλεγγίς stlengís, deutsch ‚Streicheisen‘ (lateinisch strigilis), dem Schabeisen, gereinigt wurden. Verwandt mit dem Wort „Gymnasion“ ist der Begriff „Gymnastik“.

## Das Gymnasion als Sportinstitut
Anfangs war die eigentliche Funktion des Gymnasions die einer Sportstätte. Erst später entwickelte es sich, wohl ausgehend von Athen, zu einer Bildungsstätte, wobei die athletische Grundfunktion nicht verloren ging. Unterschieden wird zwischen dem Training und den Wettkämpfen. Dies ist auch vor dem Hintergrund der antiken Stadtstaaten und ihren Armeen zu verstehen, die als Miliz aus jedem (männlichen) Bürger einer Stadt aufgestellt wurde. Für Ausrüstung musste jeder selbst sorgen, so dass die reichsten Bürger stets auch die beste Ausrüstung besaßen und daher in der ersten Reihe der Phalanx standen. Schon aus Selbstschutzgründen war es daher für jeden Bürger im kampffähigen Alter unerlässlich eine gewisse Fitness aufrechtzuerhalten, auch wenn er eigentlich so reich war, dass Sklaven alle körperliche Arbeit für ihn erledigten.
Neben dieser militärischen Bedeutung spielte auch der Unterhaltungsgedanke, oft mit religiöser Widmung eine beträchtliche Rolle. Die Bedeutung von Sport in der antiken (griechischen) Welt lässt sich beispielsweise am olympischen Frieden ablesen, bei dem für einen Sportwettkampf sämtliche Kriege über Monate hinweg unterbrochen wurden. Ein Sieg bei den olympischen Spielen war mit so großem Prestige verbunden, dass z. T. eine Bresche in die Stadtmauern geschlagen wurde, damit der Sieger durch sein „eigenes“ Tor passieren konnte.

### Training
Das Training fand in den Gymnasien und Palästren statt. Am Anfang, seit etwa dem 6. Jahrhundert v. Chr. war das Gymnasion hinsichtlich des Trainings nicht jedermann zugänglich, sondern stand nur der privilegierten Gesellschaft, der Aristokratie, offen. Später, im 3. und 2. Jahrhundert v. Chr., wurden die Gymnasien auch anderen Schichten zugänglich, Sklaven und Händler wurden weiterhin ausgeschlossen. Allerdings wurde Sport nur von Knaben und Männern bis zu einem Alter von etwa 30 Jahren ausgeübt. Frauen betätigten sich in der Regel öffentlich nicht sportlich. Beim Training waren der Trainer, der Sportlehrer und der Arzt eingebunden. Der Trainer (Paidotribe) war für die Vermittlung der eigentlichen Praxis zuständig, der Sportlehrer (Gymnast) verfügte über dieselben Kenntnisse, konnte darüber hinaus das Training aber auch spezifischer gestalten und hatte sogar bis zu einem bestimmten Punkt Kenntnisse über die Medizin. Bei dieser unterscheidet man ihn vom Arzt in Bezug auf die Methoden. Der Sportlehrer wusste von der Diät und der Massage Bescheid, der Arzt hingegen auch vom Heiltrank, der Einspritzung und dem Pflaster. Nur in der „Sporttraumatologie“ ist allein der Arzt zuständig. Bei der Trainingsmethode war das Tetradensystem zwar eine Option, jedoch schien es nicht allzu sinnvoll zu sein. Vielmehr erwiesen sich einfache, nicht komplexe Übungen zur Kraftsteigerung für die jeweilige Disziplin als eine gute Wahl.

### Wettkampf
Die Wettkämpfe wurden in den Stadien ausgetragen. Hier gab es verschiedene Disziplinen. Das waren der Dromos genannte Wettlauf, die Kampfsportarten (Ringen, Faustkampf, Pankration), der Fünfkampf (griechisch Pentathlon; bestehend aus Diskuswerfen, Weitsprung, Speerwerfen, Lauf und Ringkampf) sowie die Pferde- und Wagenrennen. Die ersten drei Hauptdisziplinen wurden bei den Griechen zu den „gymnischen Agonen“ gezählt, die Pferde- und Wagenrennen wurden mit dem Begriff „hippisch“ beschrieben.

#### Wettlauf
Rundbahnen, wie man sie heute kennt, gab es in der Antike nicht. Stattdessen lief man hin und her, außer es handelte sich um den Stadionlauf. Bei diesem wurde nur eine Bahnlänge zurückgelegt. Diese Laufstrecke war so lang wie die zugehörige Sportstätte und mit 600 Fuß „genormt“, dennoch war es ein eher ungenaues Maß. Am Startplatz der Athleten gab es steinerne Startschwellen mit Rillen, sozusagen eine Vorform des heutigen Startblocks. Man verwendete eine bestimmte Starttechnik, die so ähnlich aussah wie die der heutigen Mittel- und Langstreckenläufer. Den Tiefstart kannte man zu dieser Zeit noch nicht. Durch einen Ruf brachten die Athleten sich in Bereitstellung und durch ein weiteres akustisches Signal starteten sie den Lauf. Am Ende gab es, wie auch heute, Kampfrichter, die den Sieger festlegten. Aus dem Stadionlauf entwickelte sich der Doppellauf (Diaulos), der doppelt so lang war. Vermutlich war am Wendepunkt des Doppellaufs jeweils ein Holzpfahl für jeden Teilnehmer aufgestellt, um Komplikationen in Form von Stößen und Stürzen vorzubeugen. Darüber hinaus gab es den Langlauf (Dolichos), der in seiner Länge umstritten ist, wobei man eine Länge von sieben bis zu 24 Stadien vermutet. Die letzte Kategorie des Laufes war der Waffenlauf (Hoplites). Dieser betrug in Olympia eine Länge von über zwei Stadien. Die Athleten waren anfangs mit voller Rüstung ausgestattet, später hatten sie jedoch nur noch einen Schild.

#### Kampfsport
Zum „Kampfsport“  im Gymnasion werden das Ringen, der Faustkampf und der Pankration gezählt. Das Ringen lässt sich mit dem Wort Palaistra in Verbindung bringen, was eigentlich Ringplatz bedeutet. Nicht vorhandene Gewichtsklassen machten es dem Athleten möglich, so viel übermäßig zu essen, dass er als schwergewichtiger Athletentyp galt. Die Regeln für das Ringen waren einfach. Sieger war derjenige, der seinen Gegner zuerst dreimal zu Boden zwang. Außerdem waren Griffe am ganzen Körper erlaubt. Der Faustkampf war relativ ähnlich. Zum Zwecke der Stützung wickelte man sich drei Meter lange Lederriemen um die Hand. Üblich war es, dass der Kampf dann endete, wenn einer der beiden Gegner nicht mehr in der Lage war, zu kämpfen. Zuletzt der Pankration, er vereinte Faustkampf und Ringkampf zugleich. Hier durfte mit allen Mitteln gekämpft werden, lediglich Beißen und in die Gesichtsöffnungen Bohren waren verboten. Allerdings gab es einen deutlichen Unterschied zum Ringkampf. Beim Pankration entschied nämlich der Bodenkampf in der Regel den Sieger.

#### Fünfkampf
Der Fünfkampf (Pentathlon) war die letzte der drei Disziplinen der gymnischen Bewerbe. Hierzu zählten Diskuswerfen, Weitsprung, Speerwerfen, der Lauf und Ringkampf, wobei die zwei letzteren auch als Einzeldisziplinen gesehen werden konnten. Um den Pentathlon zu gewinnen, gab es verschiedene Anforderungen, die zu erfüllen waren. Der schnellste und einfachste Weg, ihn zu gewinnen, bestand darin, die ersten drei Übungen (die Spezialdisziplinen; also Diskuswerfen, Weitsprung, Speerwerfen) zu gewinnen.

#### Pferde- und Wagenrennen
Die letzte große Wettkampfdisziplin waren die Pferde- und Wagenrennen. Sie waren eigentlich nur für die Elite der Bevölkerung zugänglich, da man viel Geld für den Unterhalt benötigte. Zum einen musste man großflächige Wiesen, Ställe für die Pferde und Leute, die die Tiere füttern, haben und zum anderen brauchte man Pferdetrainer, Tierärzte und Wagenlenker. Zusätzlich war die Anreise bei Wettkämpfen nicht einfach und erforderte viel Aufwand, weil die Besitzer eines solchen Wagens mit Pferd regelrecht ein Team hatten. Mit diesen Rennen wurden viele Zuschauer angezogen, viele kamen sogar von weit her angereist, um die prächtigen und sehr beeindruckenden Wettkämpfe zu sehen. Die enormen Geschwindigkeiten, die Rennpferde, die spannenden und waghalsigen Situationen bzw. ganz allgemein die hitzige Atmosphäre machten sie schon zu einer Sensation und sehenswert. Allerdings schauten die Besitzer der Wagen nur zu und trugen im Gegensatz zum Wagenlenker den Sieg und Ruhm davon.

## Das Gymnasion als Bildungsstätte
Neben der Funktion als Sportinstitut werden Gymnasion auch als Bildungszentren oder Kulturzentren dargestellt. Des Weiteren galt die Institution in der Forschung für eine längere Zeit als eine wissenschaftliche Einrichtung und sogar als Vorgänger der modernen Universität. Eine Kopplung an die intellektuelle Ausbildung ist zwar nicht gesichert, da viele Jugendliche wohlhabender Herkunft zu Hause von privaten Lehrern unterrichtet wurden; durch Aristoteles kann aber das Vorhandensein eines staatlich geförderten – meist von privaten Stiftern getragenen – Unterrichtes nachgewiesen werden, der sich allerdings nur für wenige Städte belegen lässt. Bei der Unterrichtung im Gymnasion wurde im Lebensalter unterschieden zwischen Knaben, Epheben und Neoi, d. h. „jungen Bürgern“ zwischen 18 und 20.

### Knaben, Epheben und Neoi
Mit sieben Jahren musste der Knabe normalerweise den Elementarunterricht besuchen. Dieser fand entweder in einer öffentlichen Einrichtung statt, die ein Gymnasion sein konnte, oder eben in Form des Hausunterrichts. Die Aufgabe der Erziehung ging nun von den Eltern auf die verschiedenen Lehrer über: Gemeint sind damit u. a. Schreib- und Turnlehrer. Bis zu einem Alter von zwölf Jahren lernte man Lesen und Schreiben, danach musste man sich mit Lektüre epischer und lyrischer Dichtung befassen und die Kunst der Rezitation lernen. Wurde man schließlich zu den Epheben gezählt, musste man einige Veränderungen im Leben erdulden. In Athen z. B. mussten die jungen Männer nun regelmäßig das Lykeion und die Akademie aufsuchen, wo sie eine vorwiegend sportliche und militärische Ausbildung erhielten. Die Zeit, in der man Ephebe war, endete dann im öffentlichen Wehrdienst. In Athen war dieser jedoch nach einer Weile nur mehr auf ein Jahr begrenzt und nicht verpflichtend, weshalb sich unter anderem die Ephebie später in eine rein intellektuelle Phase entwickelte. Allerdings war dies in anderen Städten nicht der Fall, hier blieb der militärische Teil für die Epheben erhalten. Es war sogar eher so, dass die Gymnasiarchen (Leiter von Gymnasien) nicht einverstanden waren, jenen eine intellektuelle Bildung zukommen zu lassen. Nach der Ephebie begab man sich oft auf den Weg in größere Städte (wie Athen, Rhodos, Delphi und Olympia) mit entsprechendem kulturellen Angebot, um dort verschiedene Gelehrte zu hören und sich weiterzubilden. So wurde eine immer umfassendere intellektuelle Bildung (paideia) angestrebt.

### Die Entstehung öffentlicher Bibliotheken

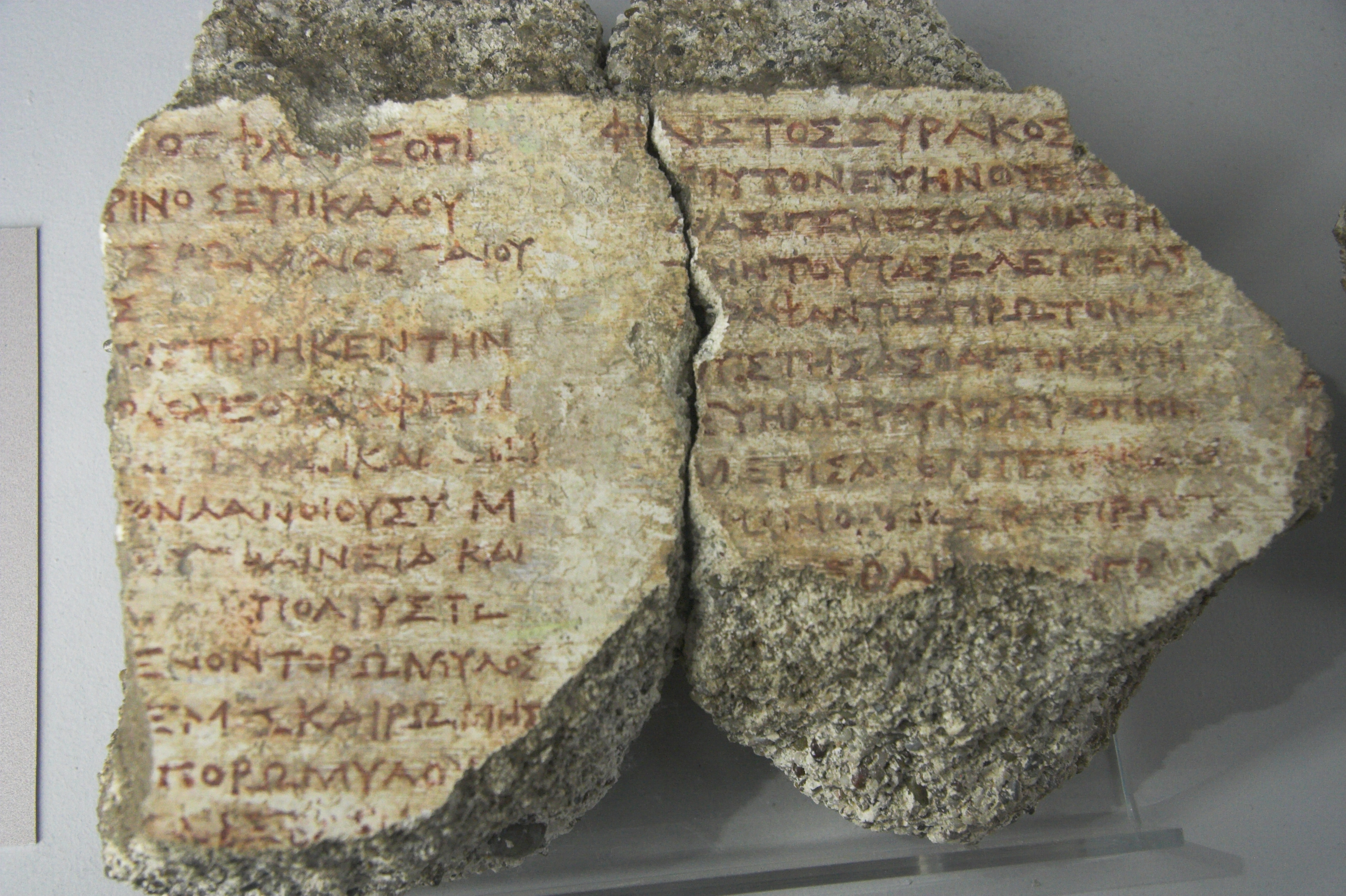
Bibliothekskatalog eines Gymnasions aus der hellenistischen Periode

Das Büchersammeln fing anscheinend mit Philosophen an, die somit einen wichtigen Teil zur Entwicklung der Bibliotheken beitrugen. Die Philosophie war zwar ein sehr spezieller Bereich der Bildung, allerdings war auch ein kleinerer Teil der Bürgerschaft, die sehr an Bildung interessiert war, darauf aus, verschiedenste Buchrollen lesen zu können. Diese reichten von früher Dichtung, Tragödie, Komödie über Historiographie und Rhetorik bis hin zu Medizin, Musik, Mathematik und Astronomie. Die Bibliotheken waren meist nicht sehr groß, es reichte in der Regel ein normaler Raum, oft in einem Gymnasion gelegen. Deshalb war auch der Bücherbestand nicht sehr umfangreich, wobei dies auch darauf zurückzuführen ist, dass die Entwicklung der Bibliotheken gerade erst anfing. Jedoch gab es oft finanzielle Probleme, welche die Einrichtung einer solchen Sammelstelle für Bücher verhindern konnten. Die Oberaufsicht und Kontrolle hatte vermutlich ein Gymnasiarch.

### Der Gymnasiarch
Der Gymnasiarch spielte vor allem seit dem Hellenismus, als das Gymnasion seine Blüte erlebte, vom Stadtrand ins Zentrum rückte und geradezu zum Symbol für eine griechische Polis wurde, eine offensichtlich bedeutsame Rolle. Betrachtet man die Bibliothek und die Erziehung im Gymnasion, hatte jener wichtige Aufgaben. Meist war die Gymnasiarchie ein prestigeträchtiges öffentliches Amt, dessen Besetzung von der Volksversammlung gewählt und durch gewisse Gesetze der Stadt eingegrenzt wurde. Dazu kommt die Gleichstellung mit anderen Ämtern. Außerdem war die Gymnasiarchie ein Jahresamt und in der Regel einfach besetzt. Der Gymnasiarch wurde als Leiter eines Gymnasions gesehen, musste also auf die Benutzer und die Einrichtung selbst aufpassen und das Budget der Institution verwalten. Er war den Besuchern ranglich übergeordnet. So hatten die Gymnasionbesucher das zu tun, was er ihnen auftrug. Zusätzlich konnte er Strafen erteilen und hatte die Einhaltung der Öffnungszeiten zu kontrollieren. Ansonsten gab es noch einige kleinere Aufgaben, die aber von den Sklaven erledigt wurden. Als Trainer oder Lehrer wurde der Gymnasiarch zwar nicht angesehen, dennoch organisierte er die Prüfungen, die regelmäßig stattfanden, zur Überprüfung des Fortschritts der Benutzer eines Gymnasions. Gymnasiarchen hatten eine große Bandbreite an Aufgaben zu bewerkstelligen, die mit viel Mühe und Zeitaufwand verbunden waren und eine tägliche Anwesenheit am Gymnasion erforderten.

## Bekannte Gymnasia
- Akademie (Athen, gegründet durch Platon, Sitz der Schule der Platoniker beziehungsweise Akademiker)
- Kynosarges (Athen, gegründet durch Antisthenes, Sitz der Schule der Kyniker)
- Lykeion (Athen, gegründet durch Aristoteles, Sitz der Schule der Peripatetiker beziehungsweise Aristoteliker)
- Gymnasion (Pergamon)
- Gymnasium Agrigent, das bereits im 2. Jahrhundert v. Chr. als eines der ersten Gymnasien lange vor Pergamon über ein Auditorium verfügte[9]

## Abgeleitete Begriffe
- Gymnasium
- Gymnastik